# Scurria variabilis
Scurria variabilis – gatunek morskiego ślimaka z rodziny Lottiidae.

## Zasięg występowania
Występuje na wybrzeżach Chile.

## Charakterystyka
Muszla Scurria variabilis osiąga średnicę 2–4 cm, choć u badanych w centralnym Chile osobników rozmiar nie przekraczał 1,2 cm. Cechuje ją owalny, wydłużony kształt. Wierzchołek muszli znajduje się za około ⅓ jej długości. Na powierzchni występuje gęste żeberkowanie; wgłębienia są niskie, żeberka w liczbie 12–14. Krawędź gładka lub nierówna, w zależności od wgłębień.
Powierzchnia wewnętrzna muszli różna, od jednolicie jasnozielonej po prawie bezbarwną, niekiedy nieco brązowa.
Gatunek polimorficzny: można wyróżnić kilka form różniących się ubarwieniem i rzeźbą okolic wierzchołka muszli. Jedna z form kryptycznych tak dobrze naśladuje ubarwieniem wygląd wąsonogów (Cirripedia) z gatunku Chthalamus cirratus, że trudno jest na pierwszy rzut oka je odróżnić.

## Rola w ekosystemie
Scurria variabilis stanowi główny składnik pokarmu trzęsiogona pacyficznego (Cinclodes nigrofumosus). Ptaki (oprócz C. nigrofumosus także brzegowiec Aphriza virgata i inne ptaki morskie) żerują wybiórczo na formach niekryptycznych, nie wiadomo jednak, czy selektywny odłów form niekryptycznych ma wpływ na strukturę genetyczną populacji ślimaka.